# Купер, Вильгельмина
Вильгельми́на Ку́пер (англ. Wilhelmina Cooper, в девичестве Беменбург (англ. Behmenburg); 1 мая 1939 года, Кулемборг, Гелдерланд, Нидерланды — 1 марта 1980 года, Гринуич, Коннектикут, США) — американская модель; начинала с Ford Models, на пике карьеры основала собственное модельное агентство Wilhelmina Models в Нью-Йорке в 1967 году.

## Биография
Вильгельмина Беменбург родилась 1 мая 1939 года в Кулемборге, Гелдерланд, Нидерланды, но в историю топ-моделей вошла под именем Вильгельмина, для близких — Вилли. В 1954 году Вильгельмина с семьей переехала в Чикаго, штат Иллинойс, США, когда девочке было 14 лет. Вскоре она превратилась в прекрасную девушку, и именно голландская красота сделала её знаменитой. В 1957 году Вильгельмина начинала свою карьеру на конкурсах красоты. В 1958 году, незадолго до окончания школы, Вильгельмина пришла в «Моделс бюро», первое модельное агентство в Чикаго. Уже тогда она страдала от проблем с весом, которые терзали её всю жизнь. В её портфолио от «Моделс бюро» было сказано, что её рост 174 сантиметра, а вес 53 килограмма. Вильгельмина весила 63. И все же агенту показалось, что она напоминает однy из самых известных моделей Сьюзи Паркер, и она немедленно позвонила Виктору Скребнески, который тогда был «королём» чикагской модной фотографии. В 1959 году фотографии Вильгельмины стали печататься в каталоге доставки по почте, и продажи немедленно возросли. Пораженный этим фактом, начальник послал её фотографию на Международную торговую выставку в Чикаго, и она получила звание «Мисс Западный Берлин». Тогда Вильгельмине посоветовали переехать в Нью-Йорк. Вильгельмина встретила Эйлин и Джерри Форда из Ford Models в Нью-Йорке. Однако Эйлин сочла её слишком полной для работы в её агентстве. Тогда Вильгельмина уехала в Европу, где получила работу в Лондоне и Германии. Кроме того, она впервые съездила на съемки в Алжир, где позировала в Сахаре в одежде от кутюрье Мадам Гре. В результате Вильгельмина украсила собой в первый раз в жизни обложку журнала L'Officiel. По возвращении в Нью-Йорк она подписала контракт с Ford Models. Вскоре она стала одной из самых известных и высокооплачиваемых моделей 1950—1960-х годов. За всю свою карьеру модели она появилась на обложках 255 журналов. Она была изящна, красива и была идеальной моделью, чтобы демонстрировать одежду в крупнейших модных журналах, таких как Vogue и Harper's Bazaar. Ей принадлежит рекорд появления на обложке американского Vogue — она там появилась 27 (по другим источникам — 28) раз.
Из её некролога в журнале Time:

За все её время в качестве девушки с обложки, Вильгельмина хвасталась, что она была «одной из немногих моделей от кутюр, сложенных как настоящая женщина». Именно такой она и была. С её ростом 5 футов 11 дюймов, размерами 38-24-36, томными глазами, высокими скулами и копной высоко сложенных темных волос, она воплощала собой классический, аристократический тип, который задавал стандарт стиля 1950-х и 1960-х годов.

Неповторимый шарм и артистизм Вильгельмины позволили ей с успехом конкурировать в мире моды с английскими и немецкими супермоделями того времени, такими, как Твигги, Джин Шримптон и Верушка.
В 1965 году она вышла замуж за Брюса Купера, продюсера The Tonight Show Starring Johnny Carson. У них родилось двое детей — Мелисса и Джейсон. Брюс вселял в неё веру в то, что она справится с любыми задачами. В 1967 году они основали модельное агентство Wilhelmina Models, которое стало одним из ведущих модельных агентств, наравне с Ford Models, основанным годом ранее Elite Model Management и другими, основанными позже. В то время Вильгельмина ещё была ведущей моделью агентства Ford Models и Эйлин Форд не слишком обрадовал тот факт, что они становились конкурентками. Отношения в итоге остались хорошими, но никогда такими, как прежде.
Будучи хозяйкой своего модельного агентства, Вильгельмина продолжала собственную карьеру модели, снимаясь для различных журналов, в том числе и для Vogue. Её знали и любили, своим трудом она получила мировую популярность, и ей стоило немалых трудов заставить себя принимать в новой должности. Когда она начинала, она приглашала всех известных фотографов того времени работать с ней, чему те были рады. Она много работала с Эдгаром де Эвиа в тот период. Он предлагал её моделям наиболее престижную работу. Модели Wilhelmina Models украшали обложки самых известных модных изданий, участвовали в различных рекламных кампаниях, работали с самыми известными фотографами, такими как Питер Берд, Ричард Аведон, Франческо Скавулло.
Вильгельмина оказалась очень способным агентом, у неё был глаз на поиски талантов. Она открыла миру таких моделей как Иман и Дженис Дикинсон. Также у Вильгельмины открылась страсть к чрезмерному и драматичному. Так она устроила конференцию к приезду Иман. На ней агенты объявили, что Иман была пастушкой овец в Африке и не говорит по-английски. Тактика сработала и юная студентка, будущая супермодель, была окружена мистическим ореолом ещё до того, как прибыла в Америку.
Агентство Вильгельмины сыграло ключевую роль в становлении карьеры начинающей модели Наоми Симс, ставшей впоследствии первой афроамериканской супермоделью. Симс начинала свою карьеру в середине 60-х, в 1967 году она появилась в модном приложении к New York Times, однако несмотря на этот прорыв, ей показалось трудным найти работу впоследствии. В то время Наоми обратилась в агентство Вильгельмины с просьбой разослать копии её фотографий из New York Times за определенные комиссионные. Через год Симс зарабатывала около $1000 в неделю; в 1968 году она появилась на обложке Ladies' Home Journal, а в следующем году на обложке журнала Life.
В 1977 году Вильгельмина была членом жюри конкурса «Мисс Вселенная». Она руководила своим агентством до 1980 года, пока не умерла в возрасте 40 лет от рака легких в больнице Гринуича, штат Коннектикут, США.
В кинофильме 1998 года «Джиа» роль Вильгельмины исполнила американская актриса Фэй Данауэй. Это история о модели Джии Каранджи, которая была открыта миру Вильгельминой Купер и которая умерла от СПИДа.